# Pseudoheriades moricei
Pseudoheriades moricei är en biart som först beskrevs av Heinrich Friese 1897.  Pseudoheriades moricei ingår i släktet Pseudoheriades och familjen buksamlarbin. Inga underarter finns listade i Catalogue of Life.